# Innelite
La innelite è un minerale appartenente al supergruppo della seidozerite.